# Tenis ziemny na Igrzyskach Panamerykańskich 2019
Tenis ziemny na Igrzyskach Panamerykańskich 2019 – turniej tenisowy, który był rozgrywany w dniach 29 lipca–4 sierpnia 2019 roku podczas igrzysk panamerykańskich w Limie. Zawodnicy zmagali się na obiektach Club Lawn Tennis de La Exposición. Sportowcy rywalizowali w pięciu konkurencjach: singlu i deblu mężczyzn oraz kobiet, a także mikście.

## Medaliści
Poczet medalistów zawodów tenisowych podczas Igrzysk Panamerykańskich 2019.
| Konkurencja             | Złoty medal                             | Srebrny medal                            | Brązowy medal                         |
| gra pojedyncza mężczyzn | João Menezes                            | Tomás Barrios                            | Guido Andreozzi                       |
| gra pojedyncza kobiet   | Nadia Podoroska                         | Caroline Dolehide                        | Verónica Cepede Royg                  |
| gra podwójna mężczyzn   | Gonzalo Escobar Roberto Quiroz          | Guido Andreozzi Facundo Bagnis           | Sergio Galdós Juan Pablo Varillas     |
| gra podwójna kobiet     | Usue Maitane Arconada Caroline Dolehide | Verónica Cepede Royg Montserrat González | Carolina Meligeni Alves Luisa Stefani |
| gra mieszana            | Alexa Guarachi Nicolás Jarry            | Noelia Zeballos Federico Zeballos        | Anastasia Iamachkine Sergio Galdós    |

### Tabela medalowa
Klasyfikacja medalowa zawodów tenisowych podczas Igrzysk Panamerykańskich 2019.
| Miejsce | Państwo           | Złoto | Srebro | Brąz | Razem |
| ------- | ----------------- | ----- | ------ | ---- | ----- |
| 1.      | Argentyna         | 1     | 1      | 1    | 3     |
| 2.      | Chile             | 1     | 1      | 0    | 2     |
| 2.      | Stany Zjednoczone | 1     | 1      | 0    | 2     |
| 4.      | Brazylia          | 1     | 0      | 1    | 2     |
| 5.      | Ekwador           | 1     | 0      | 0    | 1     |
| 6.      | Paragwaj          | 0     | 1      | 1    | 2     |
| 7.      | Boliwia           | 0     | 1      | 0    | 1     |
| 8.      | Peru              | 0     | 0      | 2    | 2     |
|         | Razem             | 5     | 5      | 5    | 15    |